# Krapinsko-zagorská župa
Krapinsko-zagorská župa (chorvatsky Krapinsko-zagorska županija) je jedna z žup Chorvatska. Patří k těm menším, leží na severu země a jejím hlavním městem je Krapina.

## Charakter župy
Župa hraničí na jihu s hlavním městem Záhřebem a Záhřebskou župou, na západě se Slovinskem a na východě s Varaždinskou župou. Její území je mírně pahorkaté, protékají jím menší řeky, které jsou přítoky Sávy. Je to zemědělský kraj, označovaný za nejidyličtější v celé zemi. Hlavní součástí již zmiňovaného zemědělství je vinařství. Z historického hlediska spadá celá oblast do regionu Chorvatské Záhoří (chorvatsky Hrvatsko Zagorje). Za uherské nadvlády to byla pohraniční oblast a vzniklo tu tak mnoho hradů. V župě se též nachází mnoho lázní, jako jsou Krapinske Toplice, Stubičke Toplice, Tuheljske Toplice, Sutinske Toplice nebo lázně Jezerčica ve městě Donja Stubica.

## Města
- Krapina (hlavní město)
- Donja Stubica
- Klanjec
- Oroslavje
- Pregrada
- Zabok
- Zlatar